# Брежнев, Борис Гаврилович
Борис Гаврилович Брежнев (1905 — не ранее 1977) — физик, участник советской ядерной программы, лауреат Сталинской премии.
Родился в Минске 22 мая 1905 года.
Окончил Минскую железнодорожную школу (1923), курс Белорусского государственного университета (1925) и Ленинградский государственный университет (1930). Несколько лет совмещал учёбу в ЛГУ с работой в Комиссии по наблюдению за постройкой судов.
В 1931—1941 гг. ассистент в ЛГУ и инженер Института прикладной химии при ЛГУ, одновременно вёл исследования в лаборатории завода «Светлана» и в ЛФТИ.
После начала Великой Отечественной войны вместе с ЛФТИ был эвакуирован в Казань, где пробыл до 1944 г.
С 1946 года работал в научном отделе «А» Лаборатории № 2 АН СССР (будущий Курчатовский институт).
Сталинская премия III степени (1953) за разработку и внедрение в промышленность электромагнитного метода разделения изотопов и получение этим методом лития-6.
С середины 1950-х годов занимался исследованиями в области физики плазмы.
Работал в Курчатовском институте до 1977 года. Автор статей по электрофизике и электронной теории.
Кандидат физико-математических наук. Награждён орденом «Знак Почёта».
Жена — Неонила Евгеньевна Брежнева, заведующая лабораторией прикладной радиохимии ИФХ АН СССР. Детей не было.
Сочинения:
- Адрианов А. М., Базилевская О. А., Брагинский С. И., Брежнев Б. Г., Ковальский И. Г., Подгорный И. М., Прохоров Ю. Г., Филиппов Н. В., Филиппова Т. И., Хвощевский С., Храбров В. А. Экспериментальное исследование импульсных разрядов при больших силах тока // Труды Второй международной конференции по мирному использованию атомной энергии. Т. 1. М., 1959.